# Будогошч
Будогошч (рус. Будогощь) насељено је место са административним статусом варошице (рус. посёлок городского типа) на северозападу европског дела Руске Федерације. Налази се у јужном делу Лењинградске области и административно припада Киришком рејону.
Према проценама националне статистичке службе за 2015. у вароши је живело 4.056 становника.
Статус насеља урбаног типа, односно варошице носи од 1930. године.

## Географија
Варошица Будогошч смештена је у јужном делу Лењинградске области, на обали рече Пчјовже, десне притоке Волхова. Насеље је окружено бројним мањим језерима.
Железничком пругом варошица је повезана са Санкт Петербургом, Сонковом и Тихвином.

## Историја
Локалитет Будогошч се по први пут помиње на карти Новгородског намесништва из 1792. године. Савремено насеље настало је као радничка варошица запослених на градњи пруге на линији Мга–Рибинск 1914. године, а име је добило по оближњим засеоцима.
У периоду 1927—1931. Будогошч је служио као административни центар истоименог рејона Лењинградске области, а службени статус урбаног насеља у рангу радничке вароши носи од 1930. године. Привремено, од 1942. до 1944. у насељу се налазила администрација Киришког рејона.

## Становништво
Према подацима са пописа становништва 2010. у вароши је живело 3.871 становника, док је према проценама националне статистичке службе за 2015. варошица имала 4.056 становника.
| 1939. | 1959. | 1970. | 1979. | 1989. | 2002. | 2010. | 2015. |
| ----- | ----- | ----- | ----- | ----- | ----- | ----- | ----- |
| 2,145 | 4,949 | 4,548 | 4,492 | 4,673 | 3,885 | 3,871 | 4,056 |